# Touch (canção de Omarion)
"Touch" é o segundo single retirado do álbum de estreia de Omarion O. A canção foi escrita por Pharrell Williams e produzido por The Neptunes. Foi um sucesso menor nos E.U.A, chegando a apenas #94 na Billboard Hot 100.
"Touch" foi originalmente planeado para ser o primeiro single de O no Reino Unido. No entanto, ficou decidido que, como os E.U., "O" seria o primeiro single do O lá também.

## Vídeo musical
O videoclipe de "Touch" foi dirigido por Diane Martel e coreografado por Shane Sparks, com Rasheed Musbah como consultor co-coreografado. No início do vídeo, Omarion vê uma garota sexy Danielle Polanco) fora de um clube. Omarion apresenta algumas coreografias elaboradas. Eles dançam o seu caminho pela rua até que as amigas da menina chegam e Omarion entra em uma loja. Ao sairem, ele sai e eles continuam a dançar ao seu apartamento. O vídeo termina com ela colocando uma rolha na porta, convidando-o para dentro.

## Faixas
Vinil
Lado 1
1. "Touch" (versão do álbum)
2. "Touch" (instrumental com vocais de fundo)

Lado 2
1. "O" (Urban clean mix) (com Ray Cash)
2. "O" (Urban instrumental mix)

## Desempenho nas Paradas
| Parada (2005)                        | Posição |
| ------------------------------------ | ------- |
| U.S. Billboard Hot 100               | 94      |
| U.S. Billboard Hot R&B/Hip-Hop Songs | 35      |